# Monogatari
Monogatari (jap. 物語 mono-gatari; opowiadanie [o rzeczach, sprawach]) – forma literacka w tradycyjnej literaturze japońskiej, opowieść, forma narracyjna wykształcona w okresie Heian. Termin obecnie szerszy, obejmujący znaczeniowo gatunki epickie (powieść, opowiadanie, czy nowelę).
Wyróżnia się wiele rodzajów monogatari, np.:
- denki-monogatari (jap. 伝奇物語, opowieści fikcyjne, romantyczne),
- uta-monogatari (jap. 歌物語, opowieści do pieśni),
- shajitsu-monogatari (jap. 写実物語, opowieści realistyczne),
- rekishi-monogatari (jap. 歴史物語, opowieści historyczne),
- gunki-monogatari (jap. 軍記物語, opowieści wojenne),
- setsuwa-monogatari (jap. 説話物語, opowieści narracyjne, anegdotyczne),
- giko-monogatari (jap. 擬古物語, opowieści imitujące styl klasyczny) i in.

Monogatari uważane za najbardziej znane, a jednocześnie jedne z najstarszych to:
- Genji monogatari (jap. 源氏物語; Opowieść o [Księciu] Genjim, autorstwa Murasaki Shikibu[2])
- Ise monogatari (jap. 伊勢物語; Opowieści z Ise),
- Heike monogatari (jap. 平家物語, opowiadająca o wojnie Genpei toczonej między klanami Taira oraz Minamoto).